# Ноа Джуп
Ноа Касфорд Джуп (нар. 25 лютого 2005) — англійський актор. Він з'явився в телесеріалі «Нічний адміністратор» (2016), чорнокомедійному фільмі «Субурбікон» (2017), драматичному фільмі «Диво» (2017), фільмі жахів «Тихе місце» (2018), «Тихе місце 2» (2021) та спортивно-драматичному фільмі «Аутсайдери»(2019).

## Раннє життя
Ной Касфорд Джуп народився 25 лютого 2005 року в Лондоні в Іслінгтоні, у режисера Кріса Джупа та актриси Кеті Кавана. В даний час він живе в Лондоні. У нього є молодша сестра та молодший брат.

## Фільмографія

### Фільм
| Рік  | Назва                       | Роль                |
| ---- | --------------------------- | ------------------- |
| 2017 | «Людина із залізним серцем» | Ата Моревач         |
| 2017 | «Тієї доброї ночі»          | Роналду             |
| 2017 | «Субурбікон»                | Нікі Лодж           |
| 2017 | «Диво»                      | Джек Вілл           |
| 2018 | «Титан»                     | Лукас Янссен        |
| 2018 | «Тихе місце»                | Маркус Абботт       |
| 2018 | «Голмс та Ватсон»           | Doxy                |
| 2019 | «Медовий Хлопчик»           | Молодий Отис Лорт   |
| 2019 | «Ауйтсайдери»               | Пітер Майлз         |
| 2020 | «Тихе місце 2»              | Маркус Абботт       |
| 2021 | «Без різких рухів»          | Метью Верц-молодший |
| 2026 | «Смерть Робін Гуда»         |                     |
| Н/Д  | «Син тесляра»               | хлопчик             |

### Телебачення
| Рік  | Назва                      | Роль               | Примітки                       |
| ---- | -------------------------- | ------------------ | ------------------------------ |
| 2015 | «Бульварні жахіття»        | Чарльз Чендлер     | Епізод: «І вони були ворогами» |
| 2015 | «Пісня для Дженні»         | Вільям             | Телефільм                      |
| 2015 | «Абатство Даунтон»         | Дитина             | 1 епізод                       |
| 2016 | «Нічний адміністратор»     | Деніел Ропер       | 3 епізоди                      |
| 2016 | «Гудіні та Дойль»          | Кінгслі Конан Дойл | 5 епізодів                     |
| 2016 | «Останній вбивця драконів» |                    | Телефільм                      |
| 2020 | «Знищення»                 | Генрі Фрейзер      | мінісеріал                     |
| 2024 | «Леді в озері»             | Генрі Фрейзер      | 7 епізодів                     |